# Mesene wickhami
Mesene wickhami är en fjärilsart som beskrevs av Riley 1919. Mesene wickhami ingår i släktet Mesene och familjen Riodinidae. Inga underarter finns listade i Catalogue of Life.